# Toark
| okres / system                         | epoka / oddział   | wiek / piętro | Wiek (mln lat) |
| -------------------------------------- | ----------------- | ------------- | -------------- |
| kreda                                  | wczesna           | berrias       | młodsze        |
| jura                                   | górna (malm)      | tyton         | 145,0–152,1    |
| jura                                   | górna (malm)      | kimeryd       | 152,1–157,3    |
| jura                                   | górna (malm)      | oksford       | 157,3–163,5    |
| jura                                   | środkowa (dogger) | kelowej       | 163,5–166,1    |
| jura                                   | środkowa (dogger) | baton         | 166,1–168,3    |
| jura                                   | środkowa (dogger) | bajos         | 168,3–170,3    |
| jura                                   | środkowa (dogger) | aalen         | 170,3–174,1    |
| jura                                   | wczesna (lias)    | toark         | 174,1–182,7    |
| jura                                   | wczesna (lias)    | pliensbach    | 182,7–190,8    |
| jura                                   | wczesna (lias)    | synemur       | 190,8–199,3    |
| jura                                   | wczesna (lias)    | hettang       | 199,3–201,3    |
| trias                                  | późny             | retyk         | starsze        |
| Podział jury według ICS, sierpień 2012 |                   |               |                |

Toark (ang. Toarcian)
- w sensie geochronologicznym: czwarty, najmłodszy, wiek wczesnej jury, trwający według przyjmowanego do 2012 roku przez Międzynarodową Komisję Stratygrafii podziału jury około 7,5 miliona lat (od 183,0 ± 1,5 do 175,6 ± 2,0 mln lat temu)[1]; w roku 2012 Komisja poprawiła datowanie na od 182,7 ± 0,7 do 174,1 ± 1,0 mln lat temu[2]. Toark jest młodszy od pliensbachu a starszy od aalenu.

- w sensie chronostratygraficznym: czwarte piętro dolnej jury, wyższe od pliensbachu a niższe od aalenu. Stratotyp pliensbachu nie został jeszcze zatwierdzony.

Nazwa piętra (wieku) pochodzi od łacińskiej nazwy francuskiego miasta Thouars – Toarcum.

## Fauna toarku

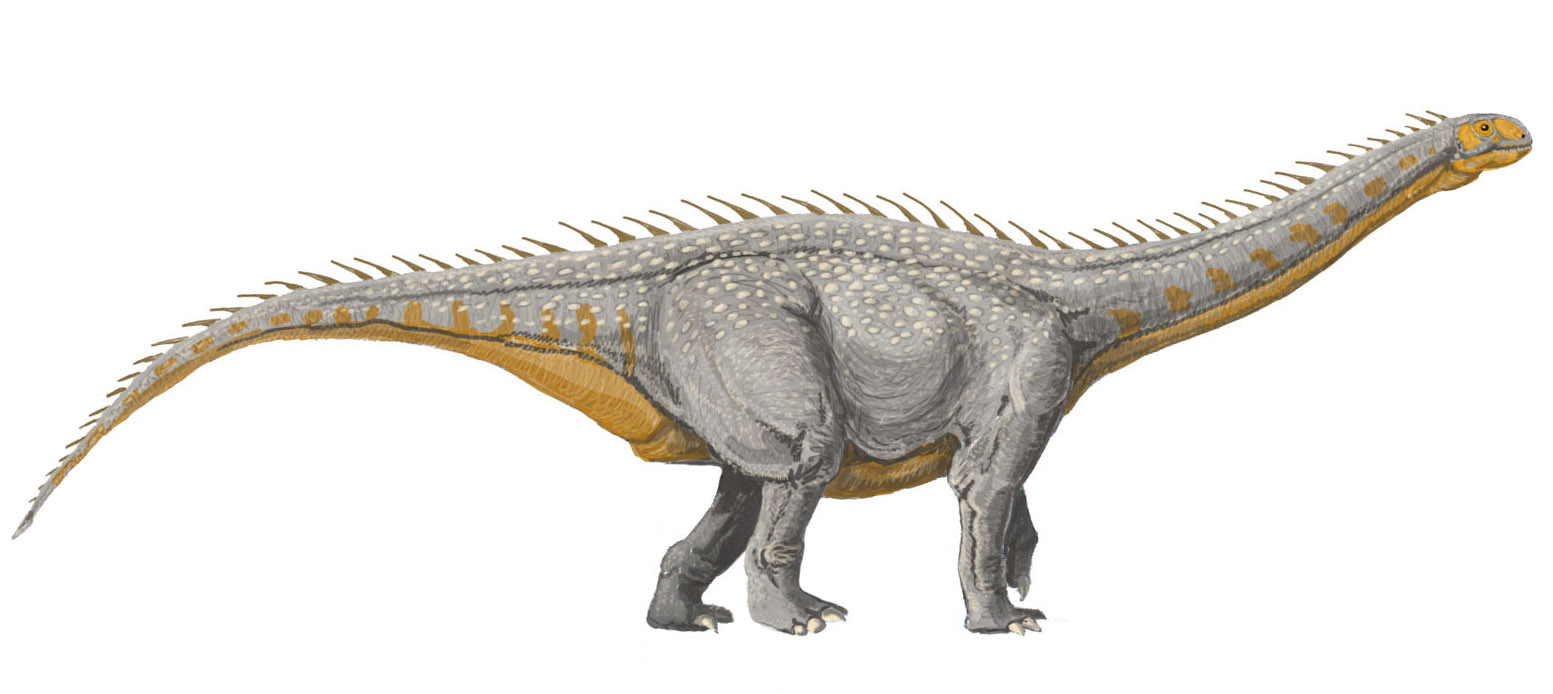
Barapazaur

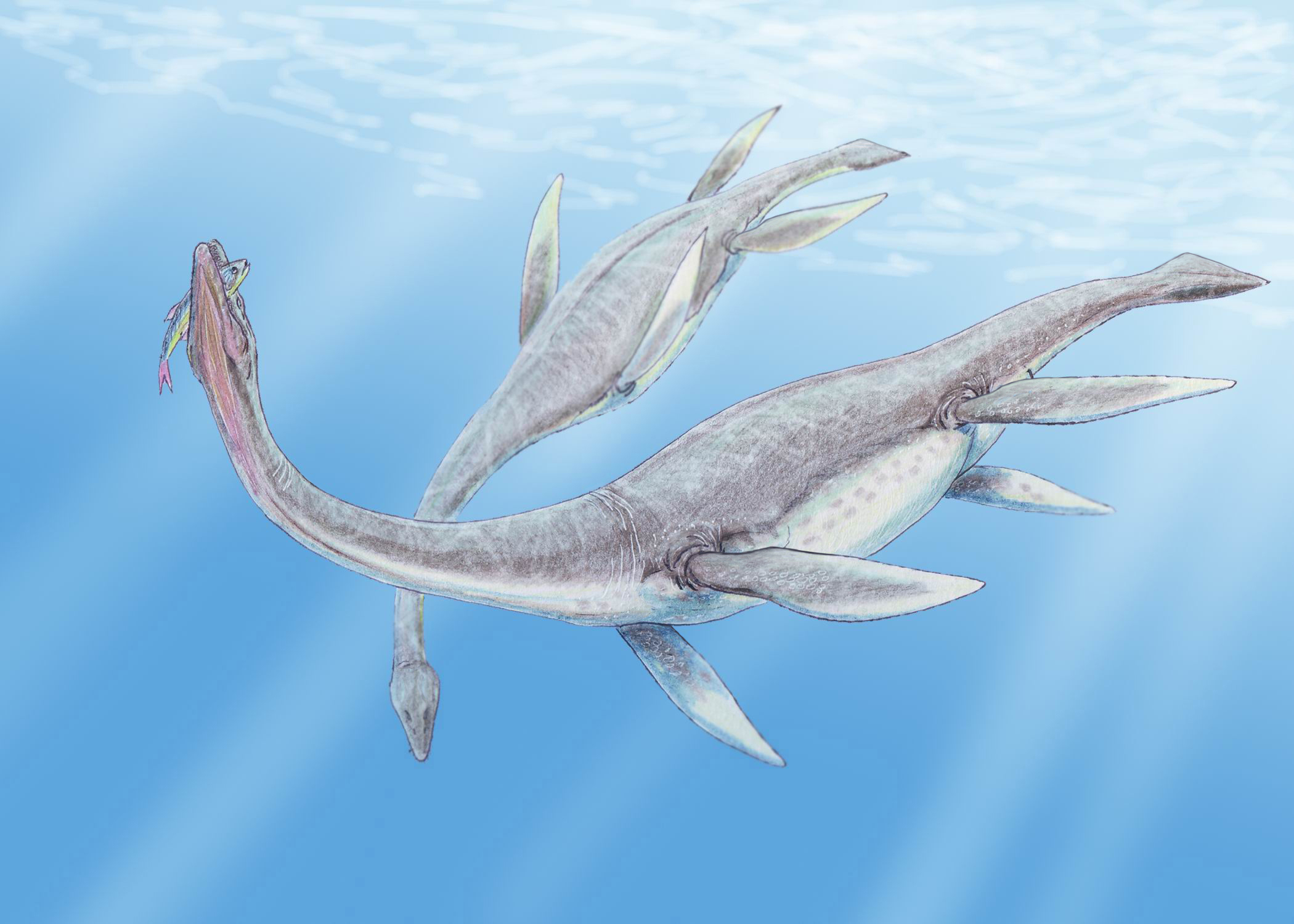
Plezjozaur

### Zauropody
- Barapazaur – wulkanodon; Indie
- ? Retozaur – euzauropody; Centralny Queensland

### Stegozaury
- Emauzaur – Niemcy

### Krokodylomorfy
- Pelagosaurus – Thalattosuchia; Anglia, Francja, Niemcy
- Peipehsuchus – Thalattosuchia; Chiny
- Platysuchus – Thalattosuchia; Niemcy
- Steneosaurus – Thalattosuchia; Anglia, Francja, Niemcy, w innych piętrach także Maroko, Madagaskar

### Plezjozaury
- Occitanosaurus – Plesiosauroidea; Francja
- Plesiopterys; Niemcy
- Plezjozaur, Plesiosaurus guilelmiimperatoris – Plesiosauroidea; Niemcy
- Rhomaleosaurus – pliozaur; Anglia, Niemcy